# Hankó Elemér
Hankó Elemér (?, 1930 k. –) 20. századi magyar színész, epizodista.

## Filmográfia a bemutatás éve szerint
- 1975 – Életem, Zsóka! (tévéfilm).... Pincér
  - Egy óra múlva itt vagyok – A kelepce .... Ügyelő
- 1974 – Nász a hegyen (tévéfilm) 
  - Ki van a tojásban?
  - Uraim, beszéljenek! (tévéfilm)
- 1973 – Álljon meg a menet!
  - Tűzoltó utca 25..... Kardoss Elemér
- 1972 – Házasságtörés.... (tévéfilm)
- 1970 – Zenés TV Színház (tévésorozat) – A vörös macska[1]
  - Házassági évforduló (tévéfilm)
- 1969 – 7 kérdés a szerelemről (és 3 alkérdés) (tévéfilm) 
  - Az alvilág professzora.... Rendőrtiszt